# La Iruela
La Iruela è un comune spagnolo di 1 909 abitanti situato nella comunità autonoma dell'Andalusia.

## Geografia fisica
Il comune è attraversato dal Guadalquivir.